# نادي ساوثبورت
نادي ساوثبورت، نادي كرة قدم إنجليزي، يقع في ساوثبورت في ميرسيسايد ، تأسس في 1881م، يلعب في دوري الهواة الإنجليزي.